# Balaciu
Balaciu falu és községközpont Ialomița megyében, Munténiában, Romániában. A hozzá tartozó települések: Copuzu, Crăsanii de Jos valamint Crăsanii de Sus.

## Fekvése
A megye középső részén található, a megyeszékhelytől, Sloboziatól, negyven kilométerre nyugatra, a Ialomița folyó partján.

## Története
A 19. század közepén Ialomița megye Ialomița-Balta járásához tartozott és Balaciu de Jos, Balaciu de Sus illetve Cranțoș falvakból, továbbá Vlăsceni, Țițeica, Popescu, Vlăsceanu, Mutu, Cazacu és Mușatu tanyákból állt. A község területén ekkor két templom és egy iskola működött. Ezen időszakban a mai község területén létezett egy másik község is, Fundu-Crăsani, mely ugyancsak Ialomița-Balta járás része volt. Fundu-Crăsani községhez Crăsanii de Sus, Fundu-Crăsani és Vadu Pietros falvak tartoztak, összesen 1484 lakossal, három templommal és három iskolával.
1925-ös évkönyv szerint Balaciu községe Căzănești járás része volt, 1841 lakossal és Balaciu de Sus, Balaciu de Jos illetve Sfântu Gheorghe falvakból állt.
1931-ben Sfântu Gheorghe falu önálló községi státuszt kapott. Balaciu irányítása alá pedig Balaciu de Jos és Balaciu de Sus falvak tartoztak. Crăsani községe ekkor Crăsanii de Jos, Crăsanii de Sus és Copuzu falvakból állt.
1950-ben Balaciu község a Ialomițai régió Urziceni rajonjának volt a része, miközben Crăsani ugyanazon régió Lehliu rajonjához tartozott. 1952-ben mindkét községet a Bukaresti régióhoz csatolták.
1968-ban Crăsani községet megszüntették és Balaciu irányítása alá helyezték, akárcsak Sărățeni falut a megszüntetett Sărățeni községből. Az ekkor kialakított új megyerendszerben Balaciu község ismét Ialomița megye része lett. Ugyancsak ekkor Balaciu de Jos és Balaciu de Sus településeket Balaciu néven egyesítették. 2005-ben Sărățeni ismét önálló község lett.

## Lakossága
| Nemzetiségek                              | 2002  | 2002   | 2011 | 2011    |
| ----------------------------------------- | ----- | ------ | ---- | ------- |
| Románok                                   | 3367  | 98,91% | 1760 | 94,62%  |
| Romák                                     | 37    | 1,08%  | 31   | 1,67%   |
| Összesen                                  | 3404* | 100,0% | 1860 | 100,00% |
| * Sărățeni település lakosságával együtt. |       |        |      |         |